# Corinne Roche
Corinne Roche est une écrivain française née en 1957 à Paris.

## Biographie
Née en 1957 à Paris Corinne Roche est la dernière d’une fratrie de quatre enfants. Considérée très tôt comme une rebelle, elle est envoyée dans un internat religieux à 11 ans, jusqu’au bac. Ces années difficiles ont inspiré son deuxième roman, Tu devrais te maquiller.
À vingt ans, son diplôme d’infirmière en poche, elle commence à voyager en Europe et en Afrique. De 1981 à 1985, elle séjourne en Israël. Elle apprend l’hébreu et travaille dans un hôpital à Jérusalem.
De retour en France, elle écrit une nouvelle qui est publiée, puis un premier roman. 
Sa vie sera désormais partagée entre l’écriture et un travail d’infirmière à mi-temps. 
Depuis janvier 2008, Corinne Roche a cessé son activité d’infirmière. Elle anime des ateliers musicaux dans un foyer pour personnes handicapées.

## Regards sur l'œuvre
Elle a commencé à écrire « pour les gens qui n’aiment pas lire », ou « pour inventer des histoires qu’elle aurait elle-même envie de lire ». Le roman est son genre de prédilection : « Écrire un roman, c’est rajouter du monde au monde. » 
Quoique les sujets de ses romans soient très divers, certains thèmes reviennent de façon récurrente. Singulièrement, la fratrie sous tous ses aspects : beaucoup de frères et sœurs qui s’aiment, se déchirent parfois, se tiennent chaud souvent. Également le judaïsme, l’identité, et la peur de la folie, « ce petit grain en chacun de nous, qui se met à germer chez certains ».

## Adaptation télévisuelle
Le roman Tout va bien dans le service a été adapté à la télévision pour France 2 en 1993, téléfilm de Charlotte Silvera avec Agnès Soral.